# NGC 701
NGC 701 (również PGC 6826) – galaktyka spiralna z poprzeczką (SBc), znajdująca się w gwiazdozbiorze Wieloryba. Odkrył ją William Herschel 10 stycznia 1785 roku.
W galaktyce tej zaobserwowano do tej pory jedną supernową – SN 2004fc.